# Phanaeus difformis
Phanaeus difformis es una especie de escarabajo del género Phanaeus, familia Scarabaeidae. Fue descrita científicamente por LeConte en 1847.
Se distribuye por México y los Estados Unidos (Nuevo México, Luisiana, Kansas y Colorado). Mide aproximadamente 13-23 milímetros de longitud. Se encuentra en sistemas de drenaje de ríos y llanuras costeras. Aparece entre abril y octubre.